# Оли
Оли́ (фр. Haulies) — коммуна во Франции, находится в регионе Юг — Пиренеи. Департамент — Жер. Входит в состав кантона Ош-Сюд-Эст-Сесан. Округ коммуны — Ош.
Код INSEE коммуны — 32153.

## География

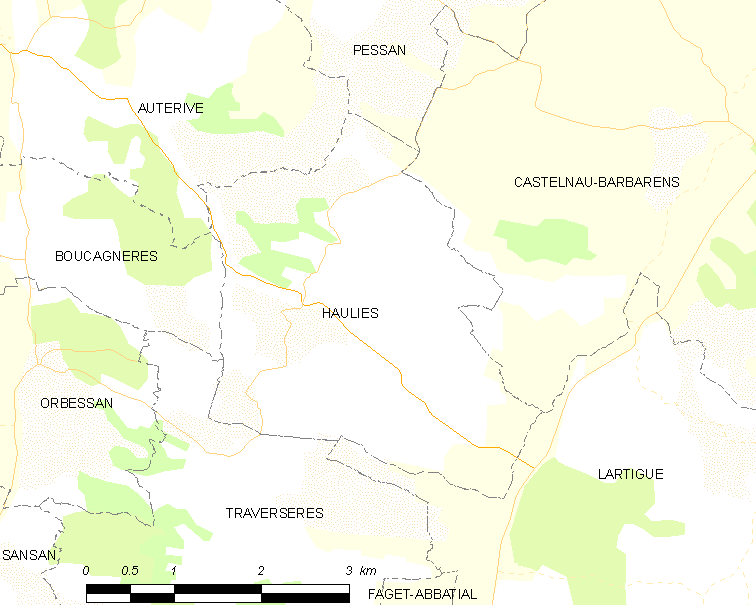
Карта коммуны

Коммуна расположена приблизительно в 610 км к югу от Парижа, в 65 км западнее Тулузы, в 12 км к юго-востоку от Оша.
На юго-востоке коммуны протекает река Арратс, а на северо-западе — река Арсон.

## Климат
Климат умеренно-океанический. Лето жаркое и немного дождливое, температура часто превышает 35 °С. Зимой часто бывает отрицательная температура и ночные заморозки. Годовое количество осадков — 700—900 мм.

## Население
Население коммуны на 2010 год составляло 136 человек.
| 1962 | 1968 | 1975 | 1982 | 1990 | 1999 | 2010 |
| ---- | ---- | ---- | ---- | ---- | ---- | ---- |
| 81   | 70   | 52   | 59   | 76   | 81   | 136  |

## Администрация
| Период | Период | Фамилия      | Партия | Примечания |
| ------ | ------ | ------------ | ------ | ---------- |
| 2001   | 2020   | Ален Брозета |        |            |

## Экономика
В 2010 году среди 79 человек трудоспособного возраста (15-64 лет) 66 были экономически активными, 13 — неактивными (показатель активности — 83,5 %, в 1999 году было 64,9 %). Из 66 активных жителей работали 63 человека (33 мужчины и 30 женщин), безработных было 3 (3 мужчин и 0 женщин). Среди 13 неактивных 6 человек были учениками или студентами, 3 — пенсионерами, 4 были неактивными по другим причинам.